# Jared McCann
Jared McCann, född 31 maj 1996 i Stratford i Ontario, är en kanadensisk professionell ishockeyspelare som spelar för Seattle Kraken i NHL.
Han har tidigare spelat på NHL-nivå för Pittsburgh Penguins, Florida Panthers och Vancouver Canucks och på lägre nivåer för Springfield Thunderbirds i AHL och Sault Ste. Marie Greyhounds i OHL.

## Spelarkarriär

### NHL

#### Vancouver Canucks
McCann draftades i första rundan i 2014 års draft av Vancouver Canucks som 24:e spelare totalt.

#### Florida Panthers
Han tradades den 26 maj 2016 till Florida Panthers tillsammans med ett draftval i andra rundan 2016 (Andrew Peeke) och ett i fjärde rundan (Jonathan Ang) samma år, i utbyte mot Erik Gudbranson och ett draftval i femte rundan 2016 (Cole Candella).

#### Pittsburgh Penguins
Den 1 februari 2019 tradades han till Pittsburgh Penguins tillsammans med Nick Bjugstad, i utbyte mot Derick Brassard, Riley Sheahan, ett draftval i andra rundan 2019 och två draftval i fjärde rundan samma år.

## Statistik
| 2010–2011  | Elgin Middlesex Chiefs      | AH         | 3   | 0  | 0   | 0   | 0   | 3  | 3 | 0  | 3  | 0  |
| 2011–2012  | London Jr. Knights Gold     | AH         | 29  | 33 | 26  | 59  | 22  | 11 | 9 | 11 | 20 | 4  |
|            | London Jr. Knights Gold     |            | 67  | 61 | 70  | 131 | 32  | —  | — | —  | —  | —  |
|            | London Jr. Knights          | AH         | 1   | 1  | 1   | 2   | 0   | —  | — | —  | —  | —  |
|            | London Nationals            | GOJHL      | 4   | 1  | 0   | 1   | 2   | 4  | 2 | 1  | 3  | 0  |
| 2012–2013  | Sault Ste. Marie Greyhounds | OHL        | 64  | 21 | 23  | 44  | 35  | 1  | 0 | 0  | 0  | 0  |
| 2013–2014  | Sault Ste. Marie Greyhounds | OHL        | 64  | 27 | 35  | 62  | 51  | 9  | 2 | 5  | 7  | 4  |
| 2014–2015  | Sault Ste. Marie Greyhounds | OHL        | 56  | 34 | 47  | 81  | 27  | 14 | 6 | 10 | 16 | 12 |
| 2015–2016  | Vancouver Canucks           | NHL        | 69  | 9  | 9   | 18  | 32  | —  | — | —  | —  | —  |
| 2016–2017  | Florida Panthers            | NHL        | 29  | 1  | 6   | 7   | 4   | —  | — | —  | —  | —  |
|            | Springfield Thunderbirds    | AHL        | 42  | 11 | 14  | 25  | 55  | —  | — | —  | —  | —  |
| 2017–2018  | Florida Panthers            | NHL        | 68  | 9  | 19  | 28  | 30  | —  | — | —  | —  | —  |
| 2018–2019  | Florida Panthers            | NHL        | 46  | 8  | 10  | 18  | 18  | —  | — | —  | —  | —  |
|            | Pittsburgh Penguins         | NHL        | —   | —  | —   | —   | —   | —  | — | —  | —  | —  |
| NHL totalt | NHL totalt                  | NHL totalt | 212 | 27 | 44  | 71  | 84  | —  | — | —  | —  | —  |
| AHL totalt | AHL totalt                  | AHL totalt | 42  | 11 | 14  | 25  | 55  | —  | — | —  | —  | —  |
| OHL totalt | OHL totalt                  | OHL totalt | 184 | 82 | 105 | 187 | 113 | 24 | 8 | 15 | 23 | 16 |